# Peshtigo
Peshtigo är en stad i Marinette County i Wisconsin i USA. Vid 2010 års folkräkning hade Peshtigo 3 502 invånare.

## Kända personer från Peshtigo
- Bobby Robins, ishockeyspelare